# Eriocaulon matopense
Eriocaulon matopense är en gräsväxtart som beskrevs av Alfred Barton Rendle. Eriocaulon matopense ingår i släktet Eriocaulon och familjen Eriocaulaceae.
Artens utbredningsområde är Zimbabwe. Inga underarter finns listade i Catalogue of Life.